# Кубок Латвии по футболу 1997
Ку́бок Ла́твии по футбо́лу 1997 года — 56-й розыгрыш Кубка Латвии по футболу.

## 1/32 финала
| Дата | Хозяева             | Счёт | Гости          |
| ---- | ------------------- | ---- | -------------- |
|      | ВБФК Силтумс (Рига) | 1:3  | Хоэтика (Рига) |

## 1/16 финала
| Дата | Хозяева                | Счёт        | Гости                        |
| ---- | ---------------------- | ----------- | ---------------------------- |
|      | Ранто/АВВ (Рига)       | 2:1 (д. в.) | Лизумс (Гулбенский район)    |
|      | Цериба/Ливаны (Прейли) | 1:7         | Вентспилс                    |
|      | Лигнумс (Рига)         | 3:1         | Салдус                       |
|      | Университате-2 (Рига)  | 2:5         | Локомотив (Даугавпилс)       |
|      | Гауя (Валмиера)        | −:+         | Юрниекс (Рига)               |
|      | ЛСПА (Рига)            | 2:3 (д. в.) | Сардзес пулкс (Рига)         |
|      | Илуксте                | 4:0         | Балтика/Металлург-2 (Лиепая) |
|      | Цесис                  | 0:5         | Резекне                      |
|      | ВАД (Рига)             | 3:2         | АСК/Фламинко (Рига)          |
|      | Вентспилс-2            | 2:9         | Балтика/Металлург (Лиепая)   |
|      | Тукумс                 | 1:3         | Валмиера                     |
|      | Хоэтика (Рига)         | 1:4         | Офрисс/Юниорс (Рига)         |

## 1/8 финала
| Дата       | Хозяева                | Счёт        | Гости                      |
| ---------- | ---------------------- | ----------- | -------------------------- |
| 07.05.1997 | Вентспилс              | 2:0         | Ранто/АВВ (Рига)           |
| 07.05.1997 | Локомотив (Даугавпилс) | 7:1         | Юрниекс (Рига)             |
| 07.05.1997 | Сардзес пулкс (Рига)   | 1:7         | Даугава (Рига)             |
| 07.05.1997 | Резекне                | 1:0         | Илуксте                    |
| 07.05.1997 | ВАД (Рига)             | 2:4 (д. в.) | Университате (Рига)        |
| 07.05.1997 | Валмиера               | 1:2         | Балтика/Металлург (Лиепая) |
| 07.05.1997 | Сконто (Рига)          | 5:0         | Офрисс/Юниорс (Рига)       |
| 18.05.1997 | Лигнумс (Рига)         | 0:9         | Динабург (Даугавпилс)      |

## 1/4 финала
| Дата       | Хозяева                    | Счёт         | Гости               |
| ---------- | -------------------------- | ------------ | ------------------- |
| 29.05.1997 | Локомотив (Даугавпилс)     | 0:4          | Даугава (Рига)      |
| 29.05.1997 | Резекне                    | 0:1          | Университате (Рига) |
| 29.05.1997 | Балтика/Металлург (Лиепая) | 0:2          | Сконто (Рига)       |
| 29.05.1997 | Динабург (Даугавпилс)      | 0:0 (п. 5:4) | Вентспилс           |

## 1/2 финала
| Дата       | Хозяева        | Счёт | Гости                 |
| ---------- | -------------- | ---- | --------------------- |
| 11.06.1997 | Сконто (Рига)  | 5:0  | Университате (Рига)   |
| 11.06.1997 | Даугава (Рига) | 1:4  | Динабург (Даугавпилс) |

## Финал
| Дата       | Хозяева       | Счёт | Гости                 |
| ---------- | ------------- | ---- | --------------------- |
| 17.06.1997 | Сконто (Рига) | 2:1  | Динабург (Даугавпилс) |

| 17 июня 1997             | \| Сконто (Рига) \| 2:1 (0:1) \| Динабург (Даугавпилс) \| \| Михолап 55′ · Пахарь 71′ \| Голы \| Бурлаков 41′ \| | Стадион «Даугава», Рига Зрителей: 650 Судья: Роман Лаюкс (Рига) |
| Сконто (Рига)            | 2:1 (0:1) | Динабург (Даугавпилс)                                           |
| Михолап 55′ · Пахарь 71′ | Голы | Бурлаков 41′                                                    |

| Обладатель Кубка Латвии 1997 |
| ---------------------------- |
| «Сконто» (Рига) 3-й титул    |